# Мелодекламация
Мелодеклама́ция (от др.-греч. μέλος «песнь, мелодия» + лат. declamatio «упражнения в красноречии») — художественное чтение стихов или прозы с использованием музыки. Как приём мелодекламация существовала в оперном искусстве, однако с средины XVIII века в Европе мелодекламация вылилась в самостоятельный концертный жанр — тексты балладного плана (Ф. Шуберт, Р. Шуман, Ф. Лист). В России мелодекламация встречалась у Е. Фомина, а получила распространение в конце XIX века (Г. Лишин, А. Аренский).
Отличие декламации под фоновую музыку и мелодекламации в том, что в мелодекламации читающий соблюдает ритмику мелодии, под которою идёт чтение. Мелодекламацию можно сравнить с пением без соблюдения тональности, но с соблюдением ритма.